# Peter Billingsley
Peter Billingsley (New York, 16 april 1971) is een Amerikaanse acteur, producent en regisseur. Hij kreeg vooral naamsbekendheid door zijn acteerrollen van Ralphie Parker in de film A Christmas Story uit 1983, Jack Simmons in de film The Dirt Bike Kid uit 1985 en Billy in de film Death Valley uit 1982.